# Bernard Dominik Leoni
Bernard Dominik Leoni, apostolski upravitelj ninske biskupije.

## Životopis
Bernard Dominik Leoni iz Kotora studirao je teologiju i filozofiju na Kolegiju za širenje vjere (Collegio di Propaganda Fide) u Rimu. Nakon studija je imenovan za apostolskog vikara u Budvi (1713., 1722.), a 1709. imenovan je opatom komendatorom crkve sv. Ambroza u Ninu. Nakon smrti ninskog biskupa Nikole III. Dašića, 1722. godine, preuzima mjesto apostolskog upravitelja ninske biskupije. Njegov sinovac Stjepan Leoni bio je biskup u Novigradu.